# Pseudoglenea
Pseudoglenea is een kevergeslacht uit de familie van de boktorren (Cerambycidae). De wetenschappelijke naam van het geslacht werd voor het eerst geldig gepubliceerd in 1963 door Gilmour & Breuning.

## Soorten
Pseudoglenea is monotypisch en omvat slechts de volgende soort:
- Pseudoglenea densepuncticollis Gilmour & Breuning, 1963